# مصاريف الضرائب
مصروفات ضرائب الشركة، أو مصاريف الضرائب ، هي الدخل قبل الضريبة مضروبة في معدل الضريبة المناسب. بشكل عام، تقوم الشركات بالإبلاغ عن الدخل قبل الضرائب إلى مساهميها بموجب مبادئ المحاسبة المقبولة عمومًا (GAAP). ومع ذلك، تقوم الشركات بالإبلاغ عن الدخل قبل الضرائب إلى حكومتها بموجب قانون الضرائب.
نتيجة لذلك، يعد حساب مصروفات الضرائب أكثر تعقيدًا إلى حد كبير. قد ينص قانون الضرائب على معاملة مختلفة (من GAAP) لبنود الدخل والمصروفات كنتيجة للسياسة الضريبية. قد تكون الاختلافات ذات طبيعة دائمة أو مؤقتة. البنود الدائمة هي في شكل دخل غير خاضع للضريبة ومصاريف غير خاضعة للضريبة. أشياء مثل المصاريف التي تعتبرها السلطات الضريبية غير قابلة للخصم («إضافة المبالغ الإضافية»)، ونطاق معدلات الضرائب المطبقة على مستويات الدخل المختلفة، ومعدلات الضرائب المختلفة في الولايات القضائية المختلفة، وطبقات متعددة من الضرائب على الدخل، ومسائل أخرى.
على سبيل المثال، قد تقوم الحكومة التي تحاول تعزيز المدخرات بإعفاء دخل الفائدة من الضرائب أو توفير معدل أقل للاستثمارات طويلة الأجل - مثل مكاسب رأس المال. على العكس من ذلك، فإن الحكومة التي تحاول موازنة تجارتها الخارجية قد لا تسمح بخصم نفقات السفر الدولية أو المشتريات التي تتم في الخارج.
مثال على البنود المؤقتة قد يكون مصروفات الاستهلاك؛ تقدم الحكومات في بعض الأحيان للإهلاك «المعجل» لعناصر معينة ذات أهمية للسياسة الضريبية. يشير الاختلاف المؤقت الشائع الآخر إلى شطب الديون المعدومة حيث قد يكون لدى الحكومات عمومًا معيار أكثر صرامة يتطلب تقديم المطالبات في المحكمة.
تاريخيًا، في العديد من الأماكن، تم استخدام طريقة حساب الإيرادات، حيث كان يُنظر إلى بيان الدخل على أنه أساسي، والميزانية العمومية على أنها ثانوية. وفقًا للمعايير الدولية لإعداد التقارير المالية، بالإضافة إلى العديد من المبادئ المحاسبية الأخرى، فإن مصروفات الضرائب هي نتيجة حساب الضريبة الحالية والمؤجلة المستحقة الدفع باستخدام طريقة الأصول والخصوم التي يُنظر فيها إلى الميزانية العمومية على أنها أساسية وبيان الدخل على أنه ثانوي. تم تدوين النهج في مبادئ المحاسبة المقبولة عمومًا في الولايات المتحدة في SFAS 96 المنشور في ديسمبر 1987، وتم تحديثه في فبراير 1992 مع SFAS 109، وهو ما يمثل ضرائب الدخل من نهج الميزانية العمومية. انظر قائمة تصريحات FASB.
يتم احتساب الضريبة الحالية المستحقة الدفع بضرب رقم الدخل الخاضع للضريبة، كما تم الإبلاغ عنه إلى السلطات الضريبية، في معدل الضريبة المناسب. كما هو الحال مع مصروفات الضرائب، يصبح الحساب أكثر تعقيدًا من خلال نطاق معدلات الضرائب التي تنطبق على مستويات الدخل المختلفة والخصومات والتعديلات المختلفة التي تسمح بها السلطات الضريبية.
في الولايات المتحدة والمملكة المتحدة وأماكن أخرى، يُسمح للشركات بالإبلاغ عن رقم دخل واحد قبل الضريبة (يُسمى أيضًا الدخل قبل الضريبة، أو الربح قبل الضريبة أو الأرباح قبل ضريبة الدخل) للمساهمين، وآخر، يُسمى الدخل الخاضع للضريبة، للضريبة السلطات. الفروق بين الدخل الخاضع للضريبة والدخل قبل الضريبة أو رقم الربح المبلغ عنه للبيانات المالية إما مؤقتة أو دائمة بطبيعتها. تنتج الاختلافات الدائمة عندما تختلف قواعد الخصم بشكل دائم بين قانون المحاسبة وقانون الضرائب. تنشأ الفروق المؤقتة عندما يختلف الاعتراف بالخصومات لمعايير الضرائب والمحاسبة في توقيتها. والنتيجة هي فجوة بين مصروفات الضرائب المحسوبة باستخدام الدخل قبل الضريبة والضريبة الحالية المستحقة الدفع المحسوبة باستخدام الدخل الخاضع للضريبة. تُعرف هذه الفجوة بالضريبة المؤجلة. إذا تجاوز مصروف الضريبة الضريبة الحالية المستحقة الدفع، فهناك ضريبة مؤجلة مستحقة الدفع؛ إذا تجاوزت الضريبة الحالية المستحقة الدفع مصروف الضريبة، فهناك ضريبة مستحقة القبض مؤجلة.
على المدى الطويل، من المرجح أن يكون الدخل قبل الضرائب والدخل الخاضع للضريبة أكثر تشابهًا مما هو عليه في أي فترة معينة. إذا كان الرقم أقل في السنوات السابقة، فسيكون أكبر في السنوات اللاحقة. ستعكس الضرائب المؤجلة نفسها على المدى الطويل وستتوقف بشكل إجمالي عن الصفر، ما لم يكن هناك شيء مثل تغيير في معدلات الضرائب في الفترة الفاصلة. تنتج الضريبة المؤجلة المستحقة الدفع من التخفيض الضريبي في السنوات الأولى وستعكس نفسها في السنوات اللاحقة؛ ينتج ذمم ضريبة مؤجلة مستحقة من ضرائب يتم دفعها في السنوات الأولى أكثر من مصروفات الضرائب المبلغ عنها للمساهمين وستعكس نفسها مرة أخرى في السنوات اللاحقة. يتم احتساب مبلغ الضريبة المؤجلة عن طريق تقدير المبلغ وتوقيت العكس وضربه في معدلات الضريبة المناسبة.
لكل من الضرائب الحالية والضرائب المؤجلة، قد تكون هناك عناصر تتعلق بالفترة المحاسبية الحالية (ضريبة السنة الحالية والضريبة المؤجلة للسنة الحالية)، وكذلك البنود التي تتعلق بفترات محاسبية سابقة (تعديلات صارمة فيما يتعلق بالسنوات السابقة، ولكن يشار إليها غالبًا باسم الضريبة الحالية للسنة السابقة والضريبة المؤجلة للسنة السابقة).
عادة، تنشأ التعديلات المتعلقة بالسنوات السابقة لأن حسابات الضرائب التي تم إجراؤها للحسابات القانونية (التي تحتاج فقط أن تكون صحيحة ماديًا، ويتم إعدادها في إطار زمني ضيق للوفاء بالموعد النهائي لتقديم الحسابات) تختلف عن تلك التي تم إجراؤها لتقديم اقرار ضريبى.